# Déclaration et programme d'action de Vienne
La Déclaration et le programme d'action de Vienne (ou VDPA) est une déclaration des droits de l'homme adoptée par consensus lors de la Conférence mondiale sur les droits de l'homme le 25 juin 1993 à Vienne en Autriche. Le Haut-Commissariat des Nations unies aux droits de l'homme a été créé par l'admission de cette déclaration en l'Assemblée générale des Nations unies (résolution 48/121).

## Le contenu de la Déclaration
Cette Déclaration est constituée de deux sections. La première porte sur les principes généraux des droits de l'homme et comporte 39 paragraphes, la deuxième section est plus concrète et porte sur les droits et sur le système de l'Organisation des Nations unies qui permet de renforcer les droits de l'homme ainsi que les libertés fondamentales et comporte 100 paragraphes.
La VDPA réaffirme la Déclaration Universelle des Droits de l'Homme et la Charte des Nations unies. Son Préambule affirme que « La Conférence mondiale sur les Droits de l'Homme, considérant que la promotion et la protection des Droits de l'Homme sont une question de priorité pour la communauté internationale, et que la Conférence offre une occasion unique d'effectuer une analyse complète du système international des Droits de l'Homme et des dispositifs de protection des Droits de l'Homme, afin d'améliorer et de promouvoir ainsi une mise en conformité plus complète de ces droits de manière juste et objective. »
Le Préambule affirme également que : « Invoquant l'esprit de notre époque et les réalités qui appellent les peuples du monde et de tous les États Membres des Nations Unies de leur consacrer de nouveau un travail global pour la promotion et la protection de tous les Droits de l'Homme et des libertés fondamentales afin de garantir une complète et universelle jouissance de leurs droits ».

### Préambule
La VDPA reflète le fait que la Conférence mondiale sur les Droits de l'Homme marque un tournant pour l'Organisation des Droits de l'Homme, à la fin de la Guerre froide. La VDPA revient en arrière avec le Préambule affirmant :
Rappelant également la détermination exprimée dans le Préambule de la Charte des Nations unies de préserver les nations futures du fléau qu'est la guerre, pour établir les conditions permettant que la justice et le respect des devoirs découlant des traités et autres sources du droit international puissent être soutenues, pour promouvoir le progrès social et de meilleures normes de vie avec une plus grande liberté, pour exercer la tolérance et le bon voisinage, et d'utiliser le dispositif international pour la promotion de l'avancement économique et social de tous les peuples.

### Droits de l'Homme en tant que norme universelle
Et la VDPA cherche à réaffirmer les droits de l'Homme comme universels et pertinents. Le Préambule affirme que : 

« Insister sur le fait que la déclaration universelle des droits de l'Homme, qui constitue un idéal commun à atteindre pour tous les peuples et toutes les nations, est la source d'inspiration et elle a été le fondement des Nations Unies dans la mise en place de propositions conformes aux instruments internationaux des droits de l'Homme, en particulier le pacte international relatif aux droits civils et politiques et le pacte international relatif aux droits économiques, sociaux et culturels. »

### Les Droits de l'Homme comme indivisibles, interdépendants et intimement liés
La VDPA souligne que tous les Droits de l'Homme sont d'égale importance, qu'ils cherchent à mettre fin à la division qualitative entre les droits civiques et les droits économiques, sociaux et culturels prononcés lors de la période de la guerre froide. La Partie I, paragraphe 5 affirme que "Tous les Droits de l'Homme sont universels, indivisibles, interdépendants et intimement liés. La communauté internationale doit traiter les Droits de l'Homme dans le monde de façon égale et équitable, de la même manière et avec la même importance. Alors que l'importance des particularités nationales et régionales et des diverses origines historiques, culturelles et religieuses doit être prise en compte, c'est le devoir des États, indépendamment de leurs systèmes politiques, économiques et culturelles de promouvoir et de protéger tous les Droits de l'Homme et les libertés fondamentales." Cette phrase est également citée dans la Déclaration de Montréal sur les droits humains des LGBT tout comme dans les Principes de Jogjakarta et la Convention relative aux droits des personnes handicapées.

### Démocratie, Développement et Droits de l'Homme contre le Terrorisme
La VDPA tire aussi un lien direct entre le respect des Droits de l'Homme, démocratie et développement international, et déclare Partie I, paragraphe 8 que : « la démocratie, le développement et le respect des Droits de l'Homme et des libertés fondamentales sont liés et se renforcent mutuellement. La démocratie repose sur la volonté exprimée librement des personnes à déterminer leur propre système politique, économique, sociale et culturel tout comme leur entière participation dans tous les aspects de leur vie. Dans le contexte de ce qui précède, la promotion et la protection des Droits de l'Homme et des libertés fondamentales au niveau national et international devraient être universelles et menées sans conditions liées. La communauté internationale devrait soutenir le renforcement et la promotion de la démocratie, le développement et le respect des droits de l'Homme et des libertés fondamentales dans le mode entier." Et Partie I, paragraphe 17 que « l'action, les méthodes et pratiques de terrorisme sous quelque forme que ce soit » tout comme le trafic de stupéfiants « sont des activités visant à la destruction des Droits de l'Homme, des libertés fondamentales et de la démocratie. » et que « la communauté internationale devrait prendre les mesures nécessaires pour renforcer la coopération afin de prévenir et combattre le terrorisme ».

### Pauvreté et exclusion sociale
La VDPA fait un lien direct entre la pauvreté et l'exécution des droits de l'Homme. La Partie I, paragraphe 14 affirme que: « L'existence d'une extrême pauvreté très répandue freine le bénéfice complet et efficace des droits de l'Homme ; son immédiate diminution et sa finale élimination doivent rester une haute priorité pour la communauté internationale. » La VDPA cesse de déclarer la pauvreté comme étant en soi une violation des droits de l'Homme, mais affirme en Partie I, paragraphe 25 que : 

« La Conférence mondiale des droits de l'Homme affirme que l'extrême pauvreté et l'exclusion sociale constituent une violation de la dignité humaine et que des mesures urgentes sont nécessaires pour parvenir à une meilleure connaissance de l'extrême pauvreté et de ses causes, y compris celles liées au problème de développement afin de promouvoir les droits des plus pauvres et de mettre fin à l'extrême pauvreté et l'exclusion sociale et de promouvoir la jouissance des fruits du progrès social. Il est essentiel pour les États de favoriser la participation des populations les plus pauvres dans les prises de décision, par la communauté elle-même, là où elle vit pour la promotion des droits de l'Homme et des efforts pour combattre l’extrême pauvreté. »

### Le droit au développement
La VDPA réaffirme que le droit au développement, bien qu'il soit considéré comme controversé par des spécialistes des droits de l'Homme et des États membres. La Partie I, paragraphe 9 réaffirme que les pays les moins avancés, la plupart étant en Afrique, doivent s'engager vers un processus de démocratisation et de réformes économiques et devraient être pris en charge par la communauté internationale afin de réussir leur transition vers la démocratie et le développement économique. Partie I, paragraphe 10, elle avance que : 

« La Conférence mondiale des droits de l'Homme réaffirme le droit au développement, comme établi dans la Déclaration sur le droit au développement, comme un droit universel et inaliénable et une part intégrale des droits fondamentaux de l'Homme. Comme indiqué dans la déclaration sur les droits au développement, l'être humain est le sujet central du développement. Alors que le développement facilite la jouissance de tous les droits de l'Homme, l'insuffisance de développement ne peut être invoquée pour justifier d'une partielle reconnaissance des droits de l'Homme. Les États devraient coopérer entre eux pour garantir le développement et la suppression des obstacles au développement. La communauté internationale devrait promouvoir une coopération internationale efficace pour la réalisation du droit au développement et à l'élimination des freins au développement. Des progrès durables vers une mise en œuvre du droit au développement exigent des politiques du développement efficaces au niveau national, ainsi que des relations économique équitables et un environnement économique favorable au niveau international. »

 La Partie I, paragraphe 11 affirme que : 

« Le droit au développement devrait être réalisé afin de satisfaire équitablement les besoins de développement et environnementaux pour les générations actuelles et futures. La Conférence mondiale des droits de l'Homme reconnaît que le déversement illicite de substances et déchets toxiques et potentiellement dangereux constitue une grave atteinte aux droits de l'Homme, à la vie et à la santé de chacun. Par conséquent, la Conférence mondiale des droits de l'Homme invite tous les États à adopter et à vivement mettre en œuvre les conventions existantes concernant le déversement de produits toxiques et dangereux et  déchets, et à coopérer concernant la prévention de déversements illicites. Chacun a le droit de jouir des bénéfices des progrès de la science et de ses applications. La Conférence mondiale des droits de l'Homme constate que certaines avancées, notamment dans les sciences biomédicales et les sciences de la vie ainsi que dans les technologies de l'information, peuvent potentiellement avoir des conséquences néfastes sur l'intégrité, la dignité les droits de l'Homme de chacun, et appelle à une coopération internationale pour s'assurer que les droits de l'Homme et la dignité sont entièrement respectés dans ce domaine de préoccupation universelle. »

### Droit de demande d'asile et aide humanitaire
Dans la Partie I, paragraphe 23, la VDPA réaffirme que chacun, sans distinction d'aucune sorte, a le droit à la suite de persécutions de chercher et de trouver asile dans d'autres pays, de même le droit de retourner dans son propre pays. À cet égard, elle souligne l'importance de la Déclaration universelle des droits de l'homme, de la Convention du 28 juillet 1951 relative au statut des réfugiés, de son protocole de 1967 et des instruments régionaux. Il exprime sa gratitude aux États qui continuent de laisser entrer et d'accueillir un grand nombre de réfugiés sur leur territoire, ainsi qu'au Haut Commissariat des Nations Unies pour les réfugiés pour son dévouement dans cette tâche. Il exprime également sa reconnaissance à l'Office de secours et de travaux des Nations unies pour les réfugiés de Palestine dans le Proche-Orient. Et la VDPA reconnaît que, compte tenu des complexités de la crise globale des réfugiés et en accord avec la Charte des Nations unies, des instruments internationaux adéquats et à la solidarité internationale tout comme à l'esprit de partage de la charge, une approche globale de la communauté internationale est nécessaire en coordination et en coopération avec les pays et les organisations concernés, en gardant à l'esprit le mandat du Haut Commissariat aux Nations unies pour les réfugiés. Cela devrait comprendre le développement de stratégies pour traiter les causes profondes et les effets des mouvements de réfugiés et autres personnes déplacées en renforçant les dispositifs de préparation et de réponse d'urgence, la mise à disposition d'une protection efficace et d'une assistance, en gardant à l'esprit les besoins particuliers des femmes et des enfants, ainsi que la réalisation de solutions pérennes, principalement par le biais de solutions privilégiées que sont les rapatriements volontaires dignes et sûrs, y compris les solutions comme celles adoptées par les conférences internationales des réfugiés et souligne les responsabilités des États, notamment en ce qui concerne les pays d'origine. Et à propos des catastrophes, en conformité avec la Charte des Nations unies et le principe de droit humanitaire, la VDPA met l'accent sur l'importance et la nécessité d'une aide humanitaire aux victimes de catastrophes naturelles ou liées à l'homme.

### Contre le racisme, la xénophobie et l'intolérance
Dans la Partie II, paragraphe 20, la VDPA prie instamment tous les gouvernements à prendre des mesures immédiates et à élaborer des politiques fortes pour prévenir et combattre toute forme et manifestation de racisme, de xénophobie ou relative à l'intolérance religieuse, où il est nécessaire via la promulgation de la lois appropriées, y compris la mesure pénale et fait aussi appel à tous les États de la Convention internationale sur l'élimination de toutes les formes de discrimination raciale d'envisager de faire la déclaration prévue par l'article 14 de la Convention.

### Personnes faisant partie des minorités
Partie II, paragraphe 25, la VDPA demande à la Commission des Droits de l'Homme d'examiner les moyens de promouvoir et de protéger efficacement les droits des personnes appartenant à des minorités comme énoncé dans la Déclaration des Droits des minorités nationales ou ethniques, religieuses et linguistiques. Dans ce contexte, la VDPA demande au Centre pour les Droits de l'Homme de fournir, à la demande des Gouvernements concernés et faisant partie de son programme de services consultatifs et d'assistance technique, une expertise qualifiée sur les questions relatives aux minorités et les Droits de l'Homme, autant sur la prévention que la résolution des différends, afin d'aider les situations existantes et potentielles concernant les minorités. Et au paragraphe 26, la VDPA prie instamment les États et la communauté internationale de promouvoir et de protéger les droits des personnes appartenant aux minorités nationales et ethniques, religieuses et linguistiques en accord avec la Déclaration sur les Droits des Personnes appartenant aux minorités national et ethniques, religieuses et linguistiques. Plus loin, au paragraphe 95, la VDPA souligne l'importance de préserver et de renforcer le système par des procédures spéciales, rapporteurs, représentants, experts et groupes de travail de la Commission des Droits de l'Homme et de la Sous-Commission sur la Prévention des Discriminations et la Protection des Minorités, afin de leur permettre d'accomplir leurs mandats dans tous les pays au travers le monde, en leur fournissant les ressources humaines et financières nécessaires. Les procédures et les dispositifs doivent permettre d'harmoniser et rationaliser leur travail grâce à des réunions périodiques. Tous les États sont invités à collaborer pleinement avec ces dispositifs et procédures.

### Les populations autochtones
Dans la Partie II, paragraphe 29, la VDPA recommande que la Commission sur les Droits de l'Homme considère le renouvellement et la mise à jour du mandat du groupe de travail sur les populations autochtones concernant un complément au projet d'élaboration de la Déclaration des droits des peuples autochtones. Et plus loin, au paragraphe 32, elle recommande que l'Assemblée Générale déclare une décennie internationale des peuples autochtones du monde à partir de janvier 1994, avec des programmes orientés vers l'action, menés en partenariat avec les peuples autochtones. Un fonds approprié par des contributions volontaires devrait être mis en place à cet effet. Dans le cadre de cette décennie, l'établissement d'un forum permanent pour les peuples autochtones au sein des Nations unies devrait être envisagé.

### Droits des travailleurs migrants
Dans la Partie II, paragraphe 34, la VDPA demande aux États de considérer la possibilité de signer et de ratifier le plus tôt possible la Convention internationale sur la protection des droits de tous les travailleurs migrants et des membres de leur famille.

### Droits des Femmes et Violence conjugale
La VDPA attire l'attention sur l'importance des Droits des femmes et les Droits de la “jeune fille”, la Partie I, paragraphe 18 déclarant que : « Les Droits des Femmes et de la jeune fille sont une partie inaliénable, intégrante et indissociable des Droits universels de l'Homme. La pleine et égale participation des femmes à la vie politique, civile, économique, sociale et culturelle au niveau national, régional et international et l'élimination de toute forme de discrimination liée au sexe sont des objectifs prioritaires de la communauté internationale. » 
La VDPA reconnaît ainsi explicitement la violence conjugale, le harcèlement sexuel et l'exploitation, la Partie I, paragraphe 18 déclarant que : « la violence conjugale et toute forme de harcèlement sexuel ainsi que l'exploitation, y compris celle résultant de préjugés culturels et du trafic international, sont incompatibles avec la dignité et la valeur de la personne humaine et doivent être éradiqués. Ceci peut être réalisé par des mesures juridiques et au travers d'action nationale et une coopération internationale dans des domaines comme le développement économique et social, l'éducation, la maternité sans danger et les soins de santé et l'aide sociale. »
La VDPA conclut en déclarant que les Droits des femmes et l'exploitation liée au sexe comme étant des questions légitimes pour la communauté internationale. La Partie I, paragraphe 19 concluant que : « Les droits des femmes devraient faire partie intégrante des activités des Droits de l'Homme des Nations Unies, y compris la promotion de tous les dispositifs relatifs aux femmes. La Conférence Mondiale des Droits de l'Homme recommande vivement aux gouvernements, aux institutions, aux organisations intergouvernementales et non-gouvernementales d'intensifier leurs efforts pour la protection et la promotion des droits des femmes et des jeunes filles. »
La VDPA, dans la Partie II, paragraphe 38, appelle également à l'Assemblée Générale d'adopter le projet de Déclaration sur l'élimination de la violence à l'égard des femmes et invite les États à combattre la violence contre les femmes, conformément à ses dispositions. Et que « les violations des droits de l'Homme concernant les femmes dans des situations de conflit armé sont des violations des principes fondamentaux des droits de l'homme internationaux et du droit humanitaire. Toutes les violations de ce genre, incluant en particulier le meurtre, le viol systématique, l'esclavage sexuel et la grossesse forcée exigent une réponse propre et efficace. »

### Les droits de l'enfant
Dans la Partie II, paragraphe 45, la VDPA réitère les principes de « premier appel pour les enfants » et à cet égard souligne l'importance des efforts majeurs du point de vue national et international, notamment ceux du Fonds des Nations unies pour l'enfance pour promouvoir le respect des droits de l'enfant, de la survie, de la protection, de son développement et de sa participation. Au paragraphe 46, la VDPA affirme que des mesures devraient être prises pour obtenir la ratification de la Convention relative aux droits de l'enfant en 1995 et que la « Déclaration mondiale sur la survie, la protection et le développement des enfants ainsi que le plan d'action », adoptée par le Sommet mondial pour les Enfants soit unanimement signée. Et au paragraphe 47, la VDPA prie instamment toutes les nations à prendre des mesures pour étendre au maximum  leurs ressources disponibles, avec le soutien de la coopération internationale pour atteindre les objectifs du plan d'action du sommet mondial. Il appelle les États à inscrire la Convention sur les droits de l'enfant dans leurs plans d'action nationaux. Au moyen de ces plans d'action nationaux et au travers d'efforts internationaux, une attention particulière devrait être portée sur la réduction des taux de mortalité infantile et maternelle, la réduction des taux de malnutrition et d'analphabétisme et fournir l'accès à l'eau potable ainsi qu'à une éducation de base. À chaque fois qu'elle est appelée, des plans nationaux d'action devraient être conçus pour lutter contre les situations d'urgence dévastatrices résultant de catastrophes naturelles et conflits armés et le problème aussi grave des enfants en situation d'extrême pauvreté. Et au paragraphe 48, la VDPA recommande vivement à tous les États d'aborder le programme des enfants en situation financière précaire. L'exploitation et l'abus d'enfants devraient être activement combattu, notamment en s'attaquant aux causes profondes. Des mesures efficaces sont requises contre l'infanticide des filles, le préjudiciable travail des enfants, trafic d'enfants et d'organes, prostitution enfantine, pornographie enfantine, ai,si que toute forme d'abus sexuel. Paragraphe 50, la VDPA appuie fortement la proposition que le Secrétaire Général amorce une étude en vue d'améliorer la protection des enfants dans les conflits armés. Et que les normes humanitaires devraient être mises en œuvre et les mesures prises afin de protéger et de faciliter l'assistance aux enfants en zone de guerre. La mesure devrait inclure la protection des enfants contre l'utilisation aveugle de toute arme de guerre, notamment les mines anti-personnel. Le besoin de suivi médical et la réadaptation d'enfants traumatisés par la guerre doit être abordée d'urgence.

### Protection contre la Torture
Dans la Partie II, paragraphe 54, le VDPA se réjouit de la ratification par de nombreux États de la Convention contre la torture et paragraphe 61, réaffirme que l'effort d'éradication de la torture devrait d'abord et avant tout se concentrer sur la prévention et par conséquent appelle à l'adoption rapide d'un protocole facultatif de la Convention contre la Torture, qui vise à établir un système préventif par des visites régulières dans les lieux de détention.

### Disparitions forcées
Dans la Partie II, paragraphe 62, le VDPA, se réjouissant de l'adoption par l'Assemblée Générale de la Déclaration sur la Protection de toutes les personnes contre les disparitions forcées, appelle tous les États à prendre toute mesure efficace du point de vue législatif, administratif, judiciaire ou autre pour empêcher, interrompre et punir les faits de disparition forcée. C'est l'origine de la Convention internationale pour la protection de toutes les personnes contre les disparitions forcées. 

### Droits des personnes handicapées
Dans la Partie II, paragraphe 63, la VDPA réaffirme que tous les Droits de l'Homme et les libertés fondamentales sont universels et donc s'appliquent sans réserve à toute personne atteinte de handicap. Tous les êtres humains naissent égaux et ont les mêmes droits dans la vie, pour les prestations sociales, l'éducation et l'emploi, à une vie indépendante et a une participation active dans tous les aspects de la société. Toute discrimination directe ou autre traitement discriminatoire d'une personne handicapée est donc une violation de ses droits. Et paragraphe 64, la VDPA affirme que la place des personnes handicapées est partout. Le handicap devrait garantir l'égalité des chances grâce à l'élimination de toutes les barrières déterminées socialement, qu'elles soient physiques, financières, sociales ou psychologiques, qui excluent ou limitent l'entière participation des personnes handicapées dans la société.

### Les Droits de l'Homme, la responsabilité de l’État
La Partie I, paragraphe 1 de la VDPA commence avec « La Conférence mondiale sur les Droits de l'Homme réaffirme l'engagement solennel pris par tous les États de s'acquitter de leurs obligations afin de promouvoir le respect universel et par l'observation de la protection de l'ensemble des Droits de l'Homme et des libertés fondamentales pour tous conformément à la charte des Nations Unies, d'autres instruments touchant les Droits de l'Homme, et du droit international. Le caractère universel de ses droits et de ses libertés est incontestable. » La VDPA reconnaît que la coopération internationale dans le domaine des Droits de l'Homme est vitale, la Partie I, paragraphe 1 continue en exprimant que : « Dans ce cadre, le renforcement de la coopération internationale dans le domaine des Droits de l'Homme est essentielle pour la pleine réalisation des objectifs des Nations Unies. » Cependant, la VDPA place fermement la responsabilité finale pour la réalisation des Droits de l'Homme avec l’État, ou de leur gouvernement respectif, la Partie I, paragraphe 1 conclut que les : « Droits de l'Homme et les libertés fondamentales sont le droit imprescriptible de tout humain ; leur protection et promotion est la responsabilité première des Gouvernements. » Reconnaissant l'importance croissante des ONG, la VDPA affirme Partie I, paragraphe 13 : « Il y a nécessité pour les États et les organisations internationales, en coopération avec les organisations non gouvernementales de créer les conditions favorables au niveau national, régional et international permettant la jouissance pleine et effective des Droits de l'Homme. Les États devraient éradiquer toute violation des Droits de l'Homme et leurs causes, tout comme les obstacles à la jouissance de ses droits. » Et sur la ratification du droit international des droits de l'homme, la VDPA affirme Partie I, paragraphe 26 qu'il « salue les progrès réalisés dans la codification des instruments internationaux relatifs aux droits de l'homme, qui est un processus dynamique et évolutif, et prie instamment la ratification universelle des traités des droits de l'homme. Tous les États sont encouragés à adhérer à ces instruments internationaux ; tous les États sont encouragés à éviter autant que possible, le recours aux réservations. » Et sur le remède et la réparation des violations aux Droits de l'Homme, la VDPA affirme Partie I, paragraphe 27 qu'"il faudrait qu'il y ait dans chaque État un ensemble de recours efficace pour remédier aux griefs ou violations des Droits de l'Homme. L'administration judiciaire, avec l'application de la loi et les organismes du procureur et, notamment un système judiciaire indépendant et une profession juridique en pleine conformité avec les normes applicables énoncées dans les instruments internationaux relatifs aux droits de l'homme, sont essentiels à la réalisation entière et non discriminatoire des Droits de l'Homme et indispensable à la démocratie et au développement durable ».

### Éducation aux Droits de l'Homme
Dans la Partie II, paragraphe 78, la VDPA considère l'éducation aux Droits de l'Homme, l’information du public et la formation comme essentielle à la promotion et la réalisation de relations stables et harmonieuses entre les communautés et favoriser la compréhension mutuelle, la tolérance religieuse et la paix. Et au paragraphe 79 que les États devraient s'efforcer d'éradiquer l'analphabétisme et devraient orienter l'éducation vers le plein épanouissement de la personnalité humaine et au renforcement du respect des Droits de l'Homme et des libertés fondamentales. La VDPA appelle tous les États et toutes les institutions à inclure le droit international des droits de l'homme, le droit international humanitaire, la démocratie et la primauté du droit en tant que sujets de programmes d'études dans tous les établissements d'enseignement que ce soit dans des contextes formels ou informels. Et paragraphe 80 que l'éducation dans les Droits de l'Homme devrait inclure la paix, la démocratie, le développement et la justice sociale, comme énoncés dans les instruments internationaux et régionaux des Droits de l'Homme, pour atteindre une compréhension et une conscience commune en vue de renforcer l'engagement universel des Droits de l'Homme. Et plus loin, paragraphe 81, la VDPA affirme que la prise en compte du Plan d'action mondiale sur l’Éducation et la Démocratie pour les Droits de l'Homme, adoptée en mars 1993 par le Congrès international des Droits de l'Homme sur l'éducation et la démocratie de l'UNESCO, et les autres instruments des Droits de l'Homme, la VDPA recommande en outre que les États élaborent des programmes spécifiques et des stratégies pour assurer une éducation plus large des Droits de l'Homme et la diffusion de l'information du public, en tenant particulièrement compte que les Droits de l'Homme parlent des femmes.

### Les méthodes de surveillance et de mise en œuvre
Dans la Partie II, paragraphe 83, la VDPA exhorte les Gouvernements à intégrer la norme figurant dans les instruments internationaux relatifs aux droits de l'homme dans la législation nationale et renforcer les structures nationales, les institutions et les organes de la société qui jouent un rôle dans la protection et la sauvegarde des Droits de l'Homme. Le Paragraphe 84 recommande le renforcement des activités des Nations unies et des programmes pour répondre aux demandes d'assistance des États qui souhaitent établir ou renforcer leurs propres institutions nationales des Droits de l'Homme pour la promotion et la protection des Droits de l'Homme.
Dans la Partie II, paragraphe 92, la VDPA recommande que la Commission des Droits de l'Homme examine la possibilité d'une meilleure mise en œuvre des instruments existants concernant les Droits de l'Homme au niveau national et régional et encourage la Commission du droit international de poursuivre ses travaux sur une Cour pénale internationale. Et le  paragraphe 93 appelle les États qui ne l'ont pas encore fait à adhérer aux Conventions de Genève de 1949 et aux Protocoles s'y rapportant, et de prendre toutes les mesures nationales appropriées, y compris législatives, pour une mise en œuvre complète. Et le paragraphe 96 recommande que les Nations unies assument un rôle plus actif dans la promotion et la protection des Droits de l'Homme pour assurer le plein respect du droit international humanitaire dans toutes les situations de conflit armé, conformément aux buts et principes de la Charte des Nations unies. Et le paragraphe 97, la VDPA, reconnaissant le rôle important des composants des droits de l'Homme dans des dispositions spécifiques liées aux opérations des Forces de maintien de la paix des Nations unies, recommande que le Secrétaire-Général prenne en compte les rapports, l'expérience et l'aptitude du Centre des Droits de l'Homme et des dispositifs des Droits de l'Homme, conformément à la Charte des Nations unies.

## Suivi

### Haut Commissariat des Nations Unies aux Droits de l'Homme
La VDPA considère l'adaptation et le renforcement du dispositif des Nations unies pour les Droits de l'Homme, y compris pour la question de l'établissement d'un Haut-Commissariat des Nations unies aux droits de l'homme. La Partie II, paragraphe 17 déclare que « La Conférence Mondiale sur les Droits de l'Homme reconnaît la nécessité d'une adaptation continue du dispositif des Nations Unies pour les Droits de l'Homme pour les besoins actuels et futurs en matière de protection et de protection des Droits de l'Homme, comme en témoigne la présente Déclaration... Notamment les structures des Nations Unies pour les Droits de l'Homme devraient améliorer leur coordination, leur rendement et leur efficacité. »
Par la suite, la VDPA déclare, Partie II, paragraphe 18, que « La Conférence Mondiale sur les Droits de l'Homme recommande à l'Assemblée Générale que lorsqu'on examine le rapport de la conférence de sa quarante huitième session, elle commence, comme une question prioritaire, par l'examen de la question de la création d'un Haut-Commissariat des Nations unies aux droits de l'homme pour la promotion et la protection de tous les Droits de l'Homme. »
L’Assemblée générale des Nations unies a ensuite créé le poste de Haut-Commissariat des Nations unies aux droits de l'homme le 20 décembre 1993 (résolution 48/141).

### Plans d'action nationaux
La Conférence mondiale sur les Droits de l'Homme recommande que chaque État envisage l'opportunité d'élaborer un plan national d'action identifiant les étapes par lequel cet État améliorerait la promotion et la protection des droits de l'Homme. VDPA, Partie II, paragraphe 71. À ces fins, le Bureau du Haut Commissariat aux droits de l'homme inclut des bureaux sur le terrain et des expertises techniques dans ses missions. En outre, le programme de développement des Nations unies a identifié la promotion des institutions nationales comme l'une de ses principales préoccupations.